# 盧卡·安迪
盧卡·安迪（義大利語：Luca Antei；1992年4月19日—），一名意大利足球運動員，在場上的位置是後衛。曾代表過意大利各級青年隊參賽。